# 11th Anniversary Show
11th Anniversary Show est un pay-per-view de catch produit par la Ring of Honor (ROH), qui était disponible uniquement en ligne. Le PPV se déroula le 2 mars 2013 au Frontier Fieldhouse à Chicago Ridge, dans l'Illinois. C'était la 11e édition de Anniversary Show de l'histoire de la ROH. C'est l'un des pay-per-view majeurs de la ROH qui célèbre l'anniversaire de la fédération.

## Contexte
Les spectacles de la Ring of Honor en paiement à la séance sont constitués de matchs aux résultats prédéterminés par les scénaristes de la ROH. Ces rencontres sont justifiées par des storylines - une rivalité avec un catcheur, la plupart du temps - ou par des qualifications survenues au cours de shows précédant l'évènement. Tous les catcheurs possèdent un gimmick, c'est-à-dire qu'ils incarnent un personnage face (gentil) ou heel (méchant), qui évolue au fil des rencontres. Un pay-per-view comme Anniversay Show est donc un événement tournant pour les différentes storylines en cours.

## Résultats
| #                                                                | Matchs, | Stipulation                                            | Durée |
| ---------------------------------------------------------------- | --- | ------------------------------------------------------ | ----- |
| 1                                                                | ACH bat Tadarius Thomas, Q.T. Marshall (avec R.D. Evans), Silas Young, Mike Sydal et Adam Page                  | Six man Mayhem match                                   | 7:03  |
| 2                                                                | S.C.U.M. (Jimmy Jacobs & Steve Corino) battent C&C Wrestle Factory (Caprice Coleman & Cedric Alexander)         | Tag Team match                                         | 8:33  |
| 3                                                                | B.J. Whitmer bat Charlie Haas                                                                                   | No Holds Barred match                                  | 12:03 |
| 4                                                                | The American Wolves (Davey Richards & Eddie Edwards) battent The Forever Hooligans (Alex Koslov & Rocky Romero) | Tag Team match                                         | 15:41 |
| 5                                                                | Michael Elgin bat Roderick Strong                                                                               | 2 Out of 3 Falls match                                 | 15:34 |
| 6                                                                | Matt Taven bat Adam Cole (c)                                                                                    | Match simple pour le ROH World Television Championship | 13:35 |
| 7                                                                | reDRagon (Bobby Fish & Kyle O'Reilly) battent Briscoe Brothers (Jay Briscoe & Mark Briscoe) (c)                 | Tag Team match pour le ROH World Tag Team Championship | 15:14 |
| 8                                                                | Kevin Steen (c) bat Jay Lethal                                                                                  | Match simple pour le ROH World Championship            | 20:50 |
| (c) désigne le(s) champion(s) défendant son titre dans le match. | |                                                        |       |

### Michael Elgin vs. Roderick Strong: 2 Out of 3 Falls match
| # | Elimination                       | Score | Durée |
| - | --------------------------------- | ----- | ----- |
| 1 | Michael Elgin bat Roderick Strong | 1-0   | 1:58  |
| 2 | Roderick Strong bat Michael Elgin | 1-1   | 11:25 |
| 2 | Michael Elgin bat Roderick Strong | 2-1   | 15:34 |